# VovaZIL'Vova
VovaZIL’Vova, właśc. Wołodymyr Ihorowycz Parfeniuk, ukr. Володимир Ігорович Парфенюк (ur. 30 grudnia 1983 we Lwowie), znany również jako Вова зі Львова – ukraiński piosenkarz wykonujący muzykę z gatunku hip-hop i rap.

## Życiorys
Zaczął pisać piosenki w 2002 roku, ale swój pierwszy album pod tytułem Вино, кобіти, патіфон wydał dopiero w 2006 roku. Na płycie znalazło się szesnaście piosenek. Kolejny album Wowy pod tytułem ЙоЙ #1 ukazał się w 2007 roku w październiku, liczył on dwadzieścia dwie piosenki.
VovaZIL’Vova zasłynął w Polsce z powodu gościnnego występu w 2007 w utworze grupy TPWC Nie lekceważ nas oraz w 2012 w piosence i teledysku Sexualna – dużego hitu zespołu Mirami.

## Dyskografia
Albumy
| Rok  | Tytuł                           |
| ---- | ------------------------------- |
| 2006 | Вино Кобіти Патіфон             |
| 2007 | Вова зі Львова Презентує ЙоЙ #1 |
| 2012 | Вова зі Львова Презентує ЙоЙ#2  |
| 2012 | Прекрасне Інакше                |

Występy gościnne
| Rok  | Wykonawca/Album               | Utwór            | Źródło |
| ---- | ----------------------------- | ---------------- | ------ |
| 2007 | TPWC – Teraz pieniądz w cenie | Nie lekceważ nas | [ 1 ]  |
| 2011 | Mirami – Miramimania          | Sexualna         | [ 2 ]  |

## Teledyski
| Rok  | Tytuł           | Album            |
| ---- | --------------- | ---------------- |
| 2011 | Sexualna        | Miramimania      |
| 2011 | Я не напрягаюсь | –                |
| 2012 | Атата (ренебе)  | Прекрасне Інакше |
| 2012 | Peace tato      | –                |
| 2013 | Шаленію         | –                |